# テレウト人
テレウト人あるいはテレウート、テレングット人（テレウトじん、アルタイ語: тэлэңэт, тэлэңут;  ロシア語: Телеуты;  英語: Teleuts）とは、ロシア連邦アルタイ共和国およびケメロヴォ州に居住するアルタイ人の一派である。

## 概要
テレウト人は、ロシアのアルタイ共和国のモンゴル国境付近およびケメロヴォ州に居住しているアルタイ人の一派である。
南アルタイ語のテレウト方言を話してきたが、話せない成人が増えてきているため、2013年にはテレウト方言の教材が作られた。
テレンギト人と共に、古代のテュルク系民族であるテレ人の子孫であるとされている。